# Mulillero
En el món de la tauromàquia, el mulillero (del castellà mulillas, «conductor de la mula») és un membre de la plantilla de la plaça de toros responsable de conduir el tren d'arrossegament. Els mulilleros intervenen al final de cada lídia, en el moment en què s'han d'emportar les restes de l'animal, ja sigui ràpidament (és a dir, amb un petit trot) o honorant-lo amb una «volta al ruedo» quan el toro ha estat valent (llavors el públic aplaudeix l'animal).
El vestit de mulilleros varia segons la plaça de toros; pantaló fosc i camisa blanca, o pantaló blanc i camisa blau cel... Sempre porten una gorra, de diferents formes i colors segons la plaça de toros i el país.

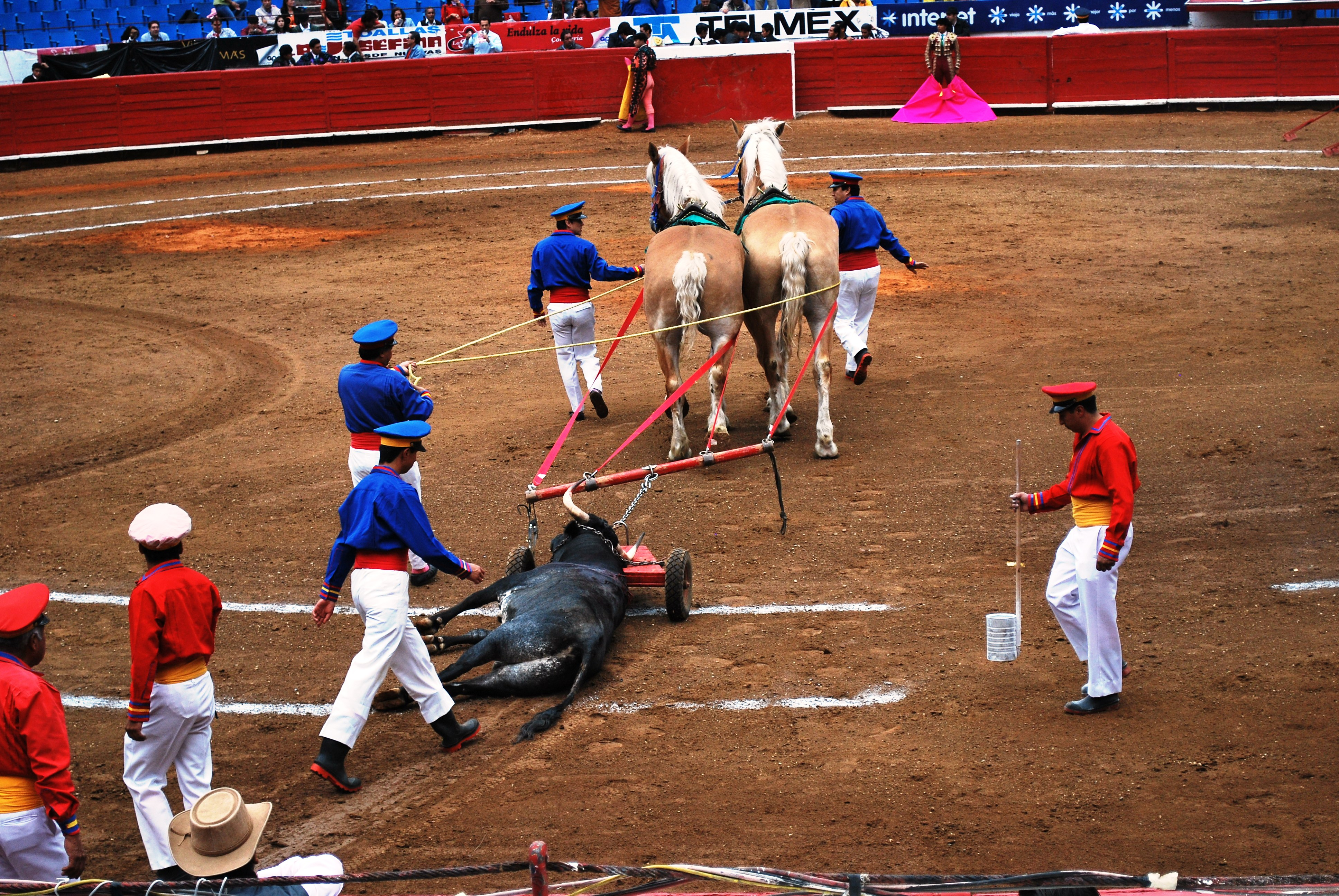
Mulilleros de la Plaça de toros de Mèxic
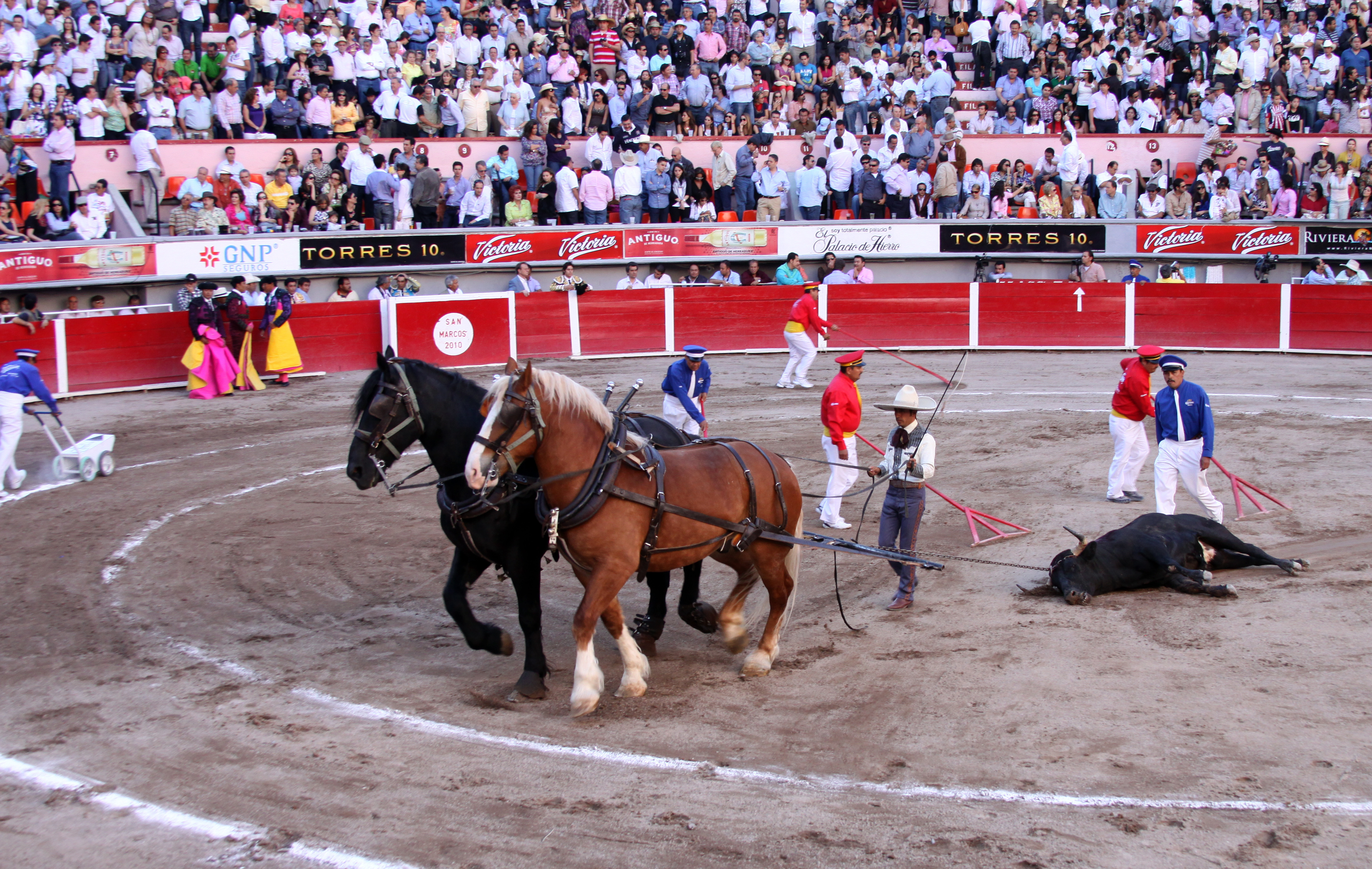
Mulilleros de la Plaça de toros d'Aguascalientes, Mèxic
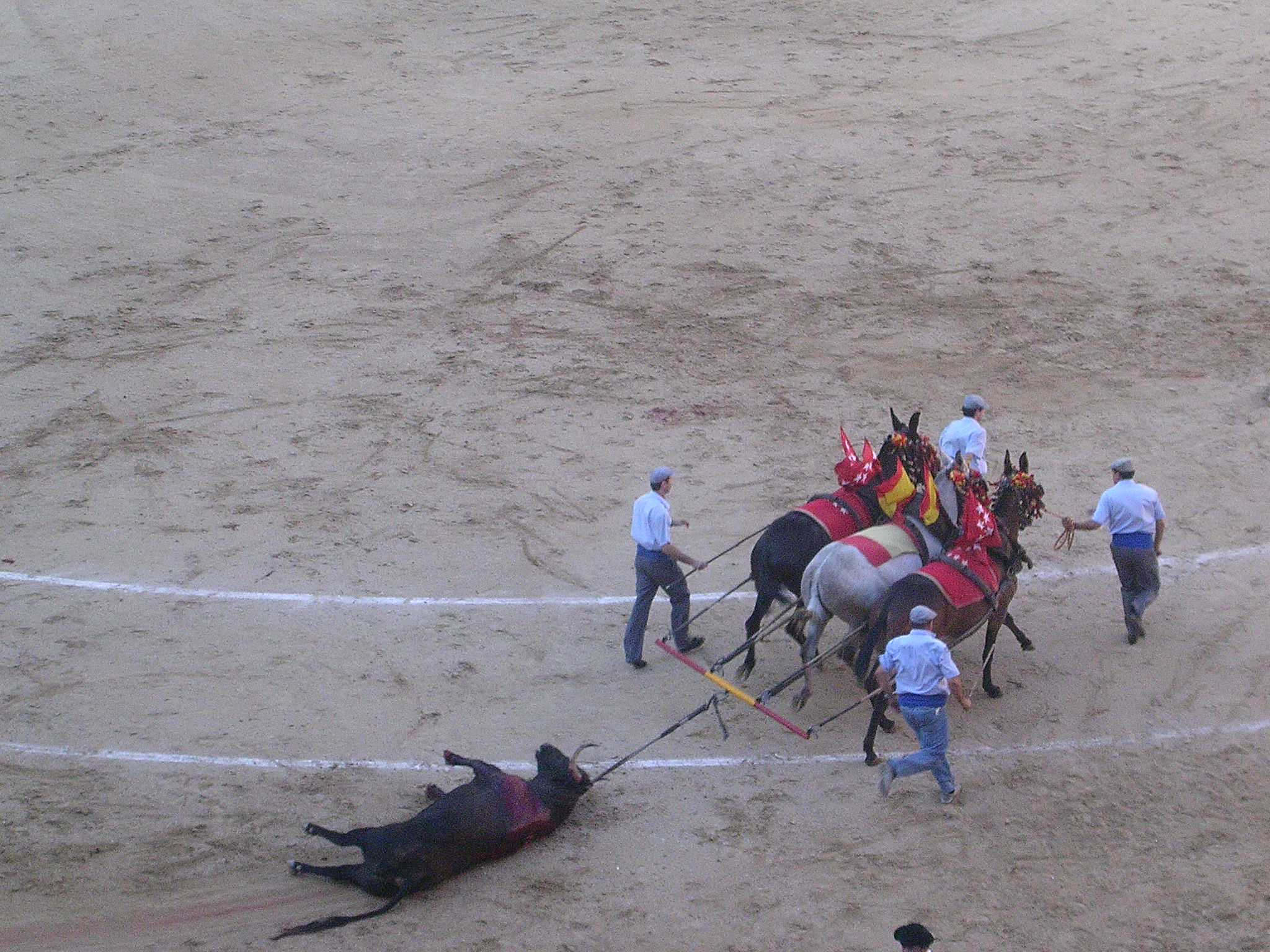
Mulilleros de la Plaça de toros de Las Ventas de Madrid
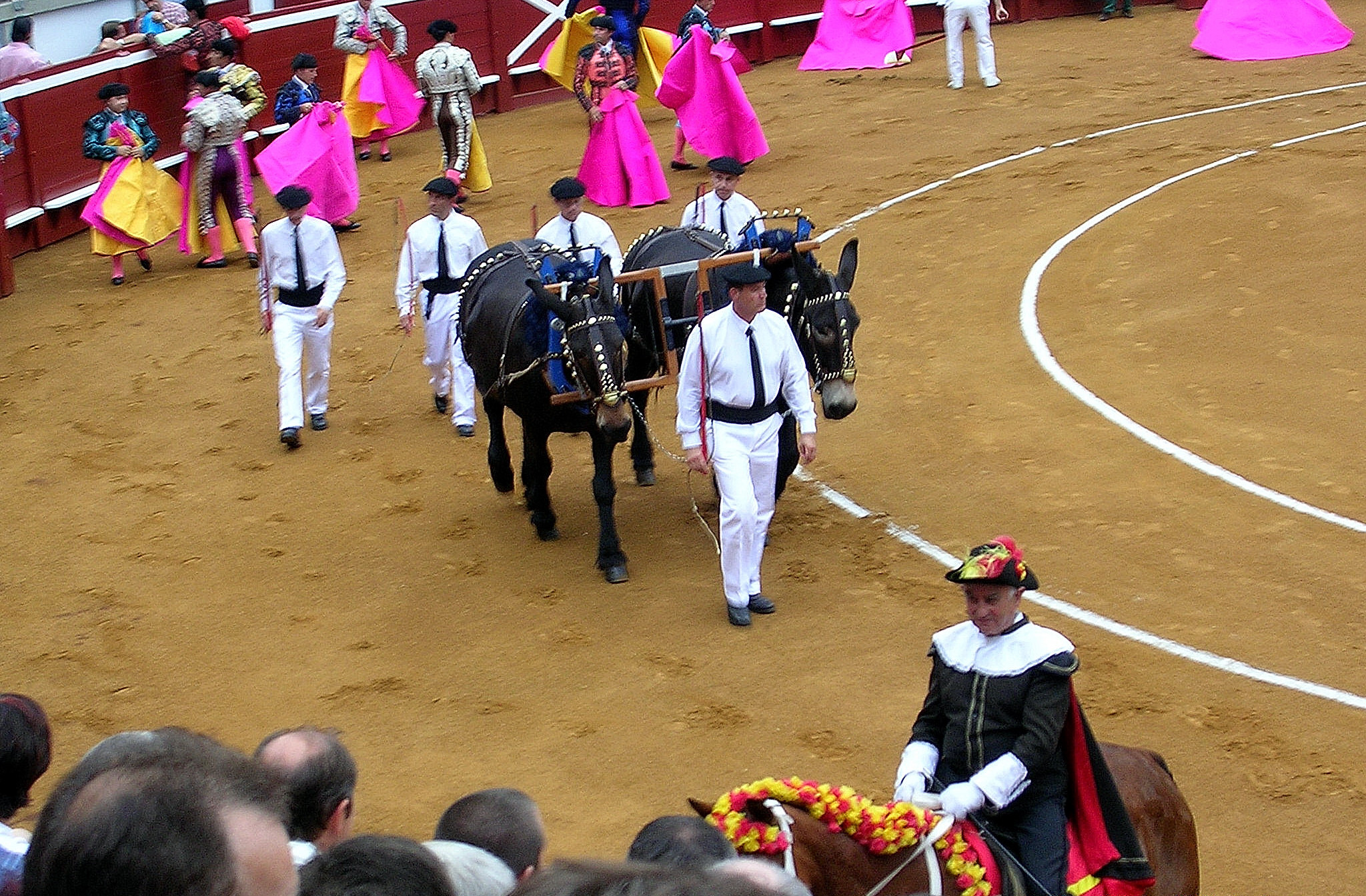
Mulilleros de la Plaça de toros de Lo Mont de Marsan, França

Els «mulillas», els conductors de les mules usades per a traure el tren d'arrossegament, són a l'origen del nom de «mulilleros». Les mules de l'arrossegament són adornades amb plomalls, burles i picarols..
Per agafar el toro, els mulilleros lliguen una corda o una cadena al voltant de les seves banyes i la fixen a la barra de tracció per treure'l fora de la pista. De vegades els mulilleros arribin sense gorra, però es cobreixen el cap per realitzar la seva tasca.

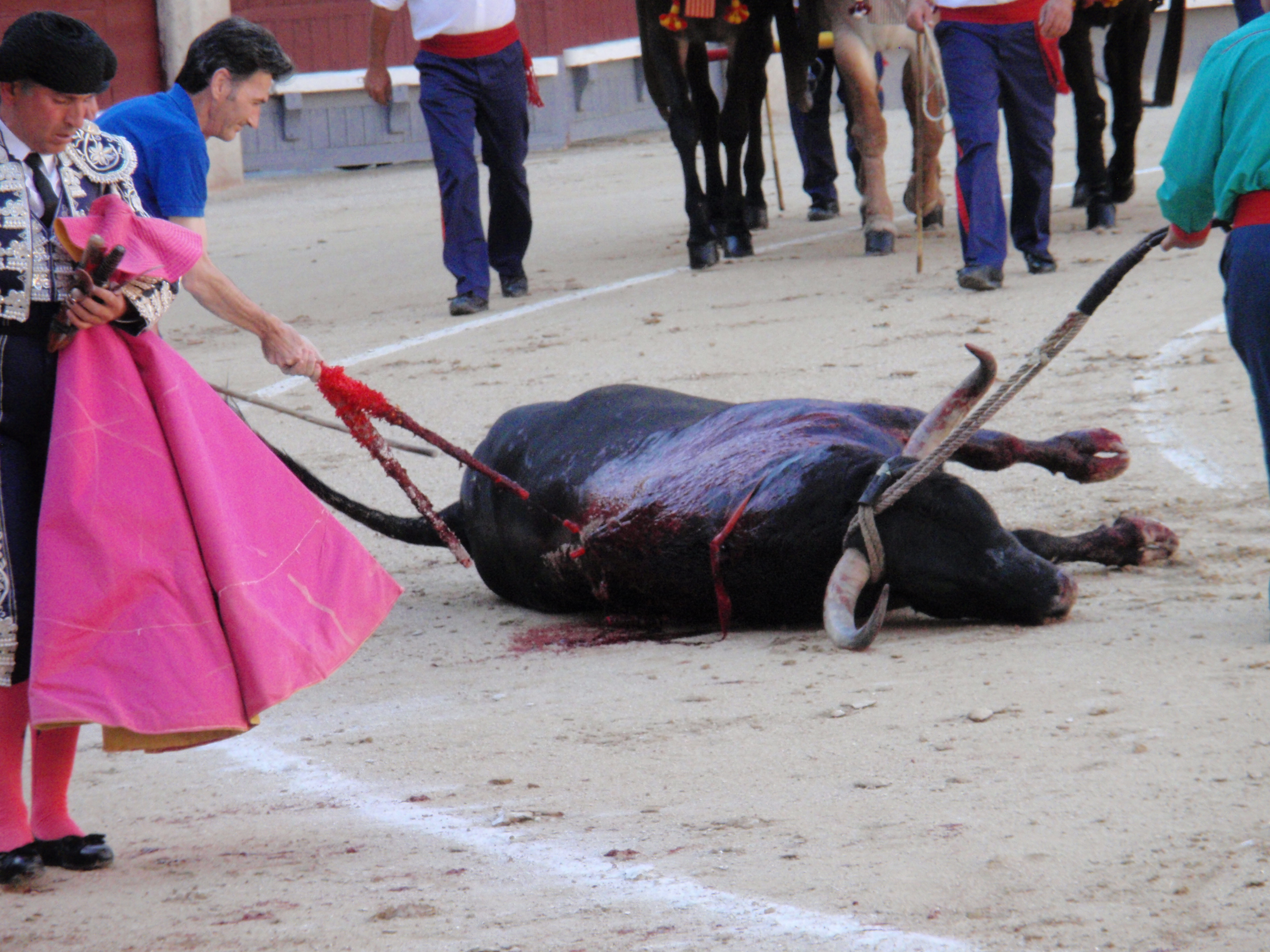
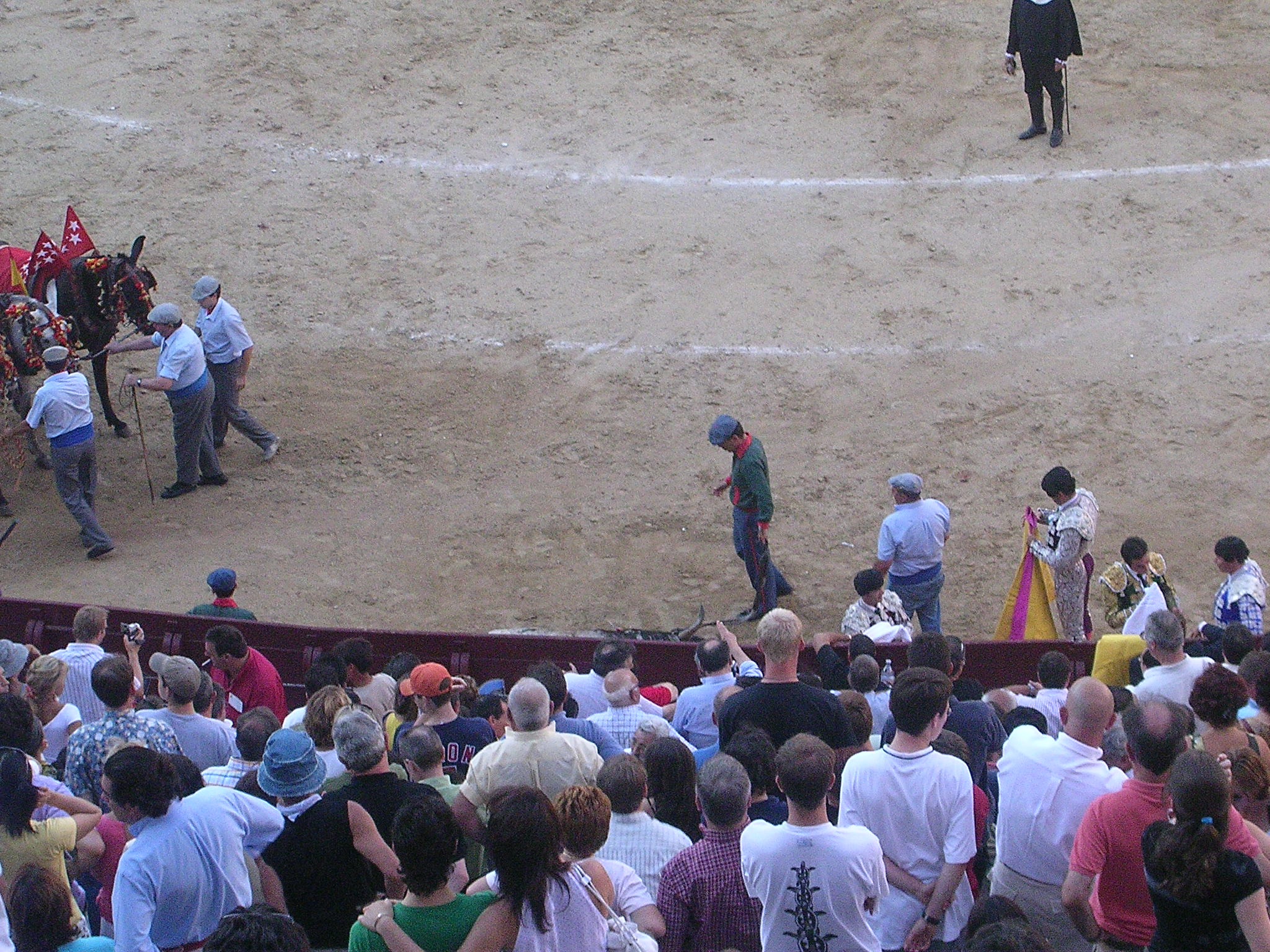
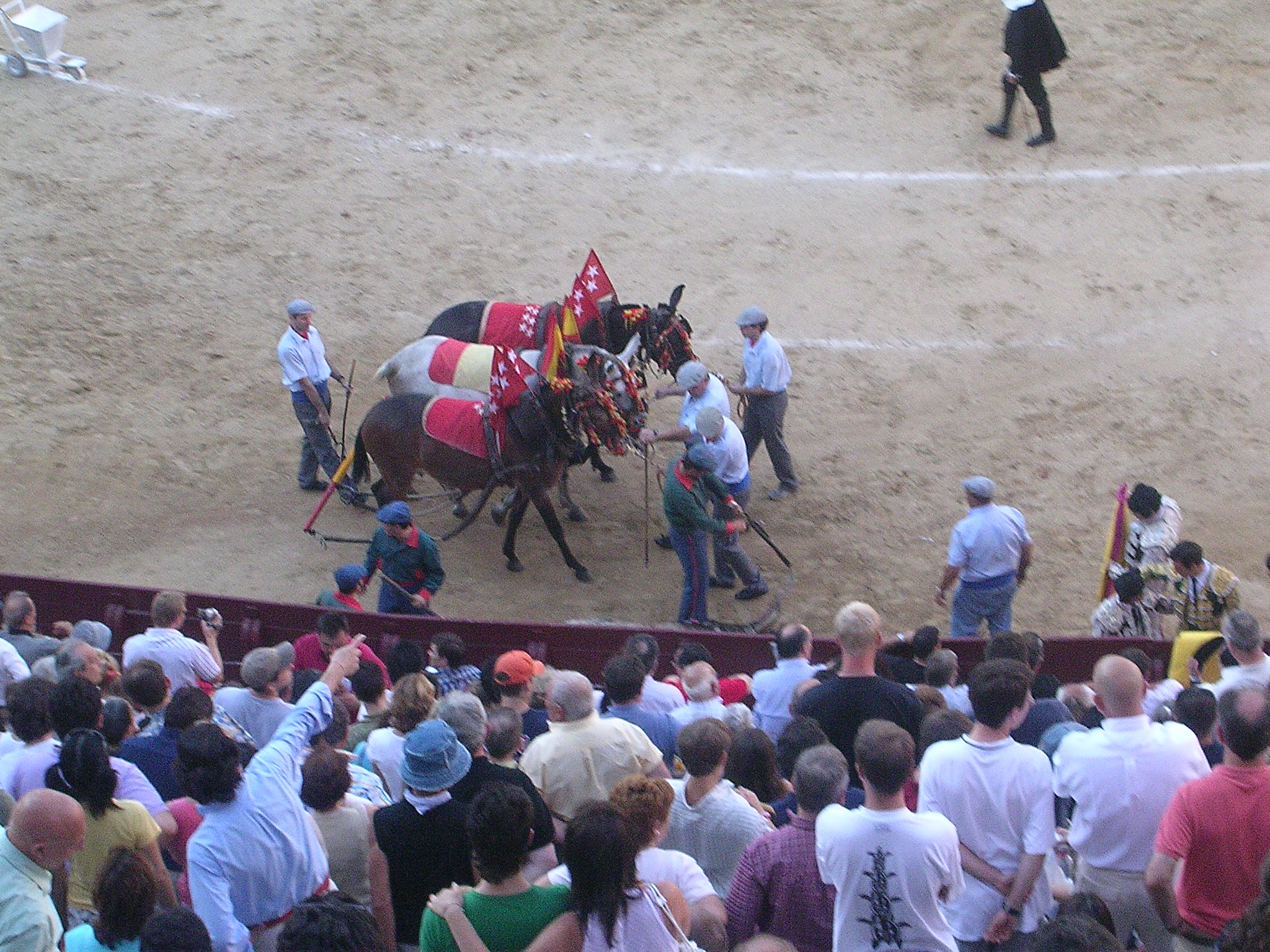
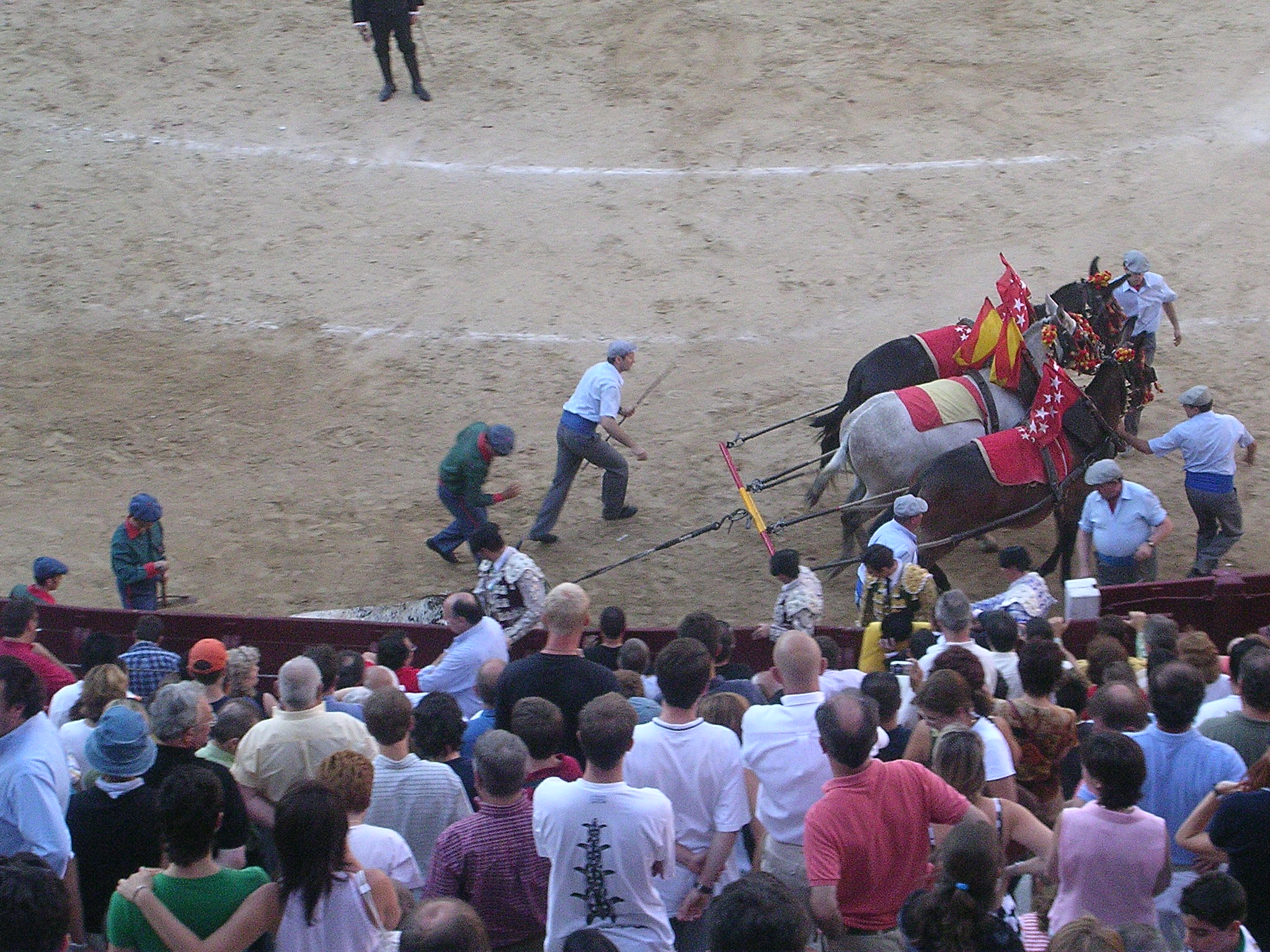
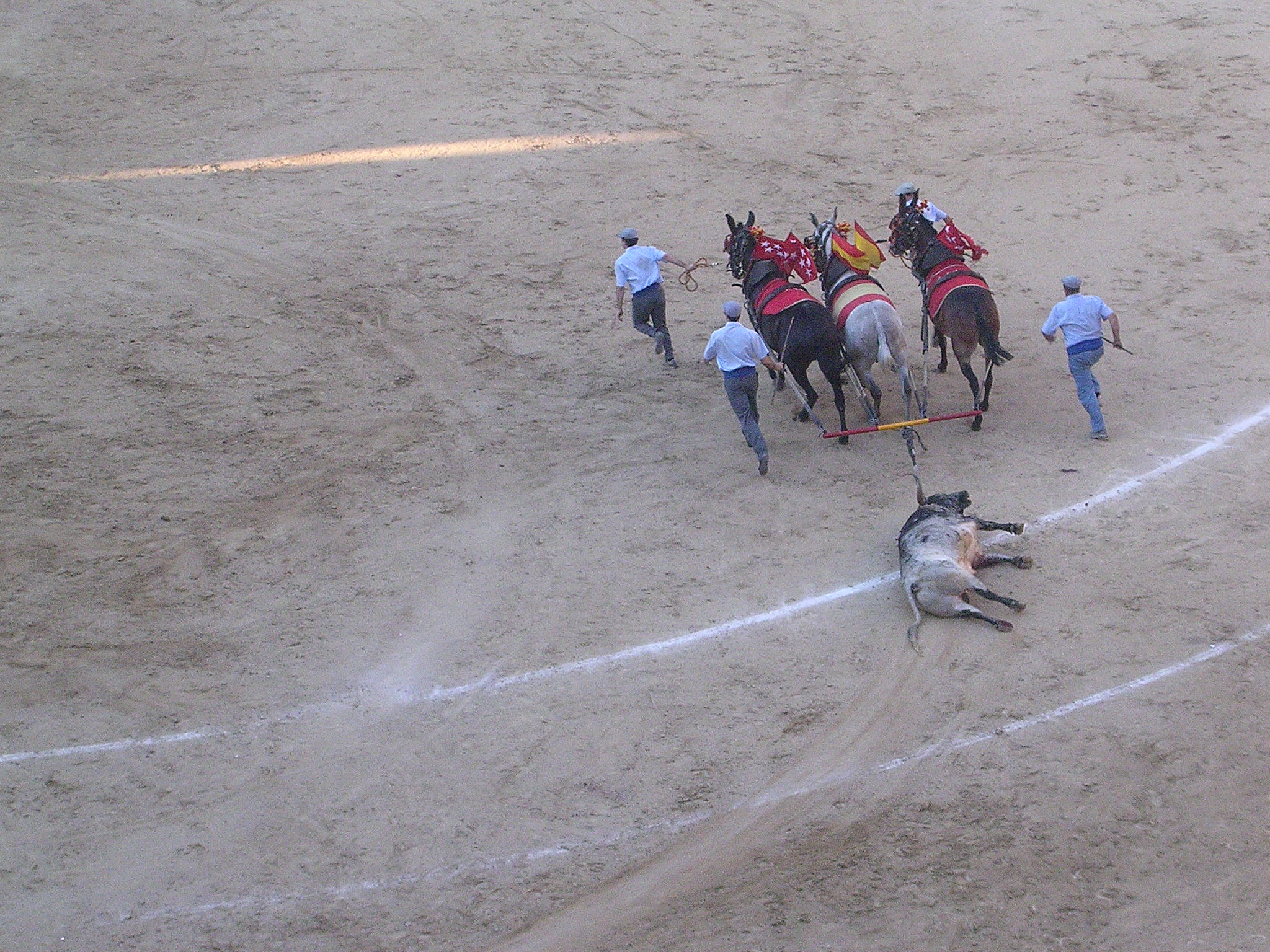

Quan el toro és homenatjat amb una volta al ruedo per ordre de la presidència (que treu un mocador blau), els mulilleros es treuen la gorra i passegen el cos de l'animal sobre el ruedo, lentament, fins al lloc on el toro ha rebut l'estocada. A partir d'aquí, comencen un petit trot fins a la sortida de la pista.